# شعث (قرية)
قرية شعث تقع إلى الشرق من مدينة خان يونس بعد قرية خزاعة. استوطنها آل شعث في مطلع القرن الماضي آتين من خان يونس. تتبع القرية إداريا إلى قضاء بئر السبع.  تتألف القرية من مجموعة من المساكن الطينية والحجرية بلغ عدد سكانها نحو 550 نسمة في عام 1945. 
1. ↑  مدينة خان يونس 3 أكتوبر 2010 نسخة محفوظة 04 مارس 2016 على موقع واي باك مشين. [وصلة مكسورة]